# 달려라 밀카 달려
달려라 밀카 달려(Bhaag Milkha Bhaag,  Run Milkha Run)는 인도에서 제작된 라케이시 옴프라카시 메흐라 감독의 2013년 드라마 영화이다. 파르한 악타르 등이 주연으로 출연하였다.

## 출연

### 주연
- 파르한 악타르
- 소남 카푸르
- 빠완 말호뜨라

## 제작진
- 의상: 돌리 아흘루왈리아